# Logroño
Logroño (phát âm tiếng Tây Ban Nha: [loˈɣɾoɲo]) là một thành phố nằm ở phía Bắc Tây Ban Nha, trên bờ sông Ebro. Đây là thủ phủ của cộng đồng tự trị La Rioja, trước đây được biết đến dưới tên gọi tỉnh La Rioja.
Theo thống kê vào năm 2006, dân số ở Logroño vào khoảng 147.036 người.

## Kinh tế
Logroño là trung tâm mua sắm, tài chính của La Rioja; về thương mại, Logroño có mặt hàng kinh tế chủ lực là rượu, ngoài ra còn có các mặt hàng xuất khẩu là gỗ, kim loại, hàng dệt. Việc ngoại giao với các nơi khác rất phát triển: Logroño kết nghĩa với Dunfermline, Scotland, Vương quốc Anh; mới đây nhất, thành phố này vừa khánh thành sân bay mới nối liền Madrid và Barcelona.